# Morseconus

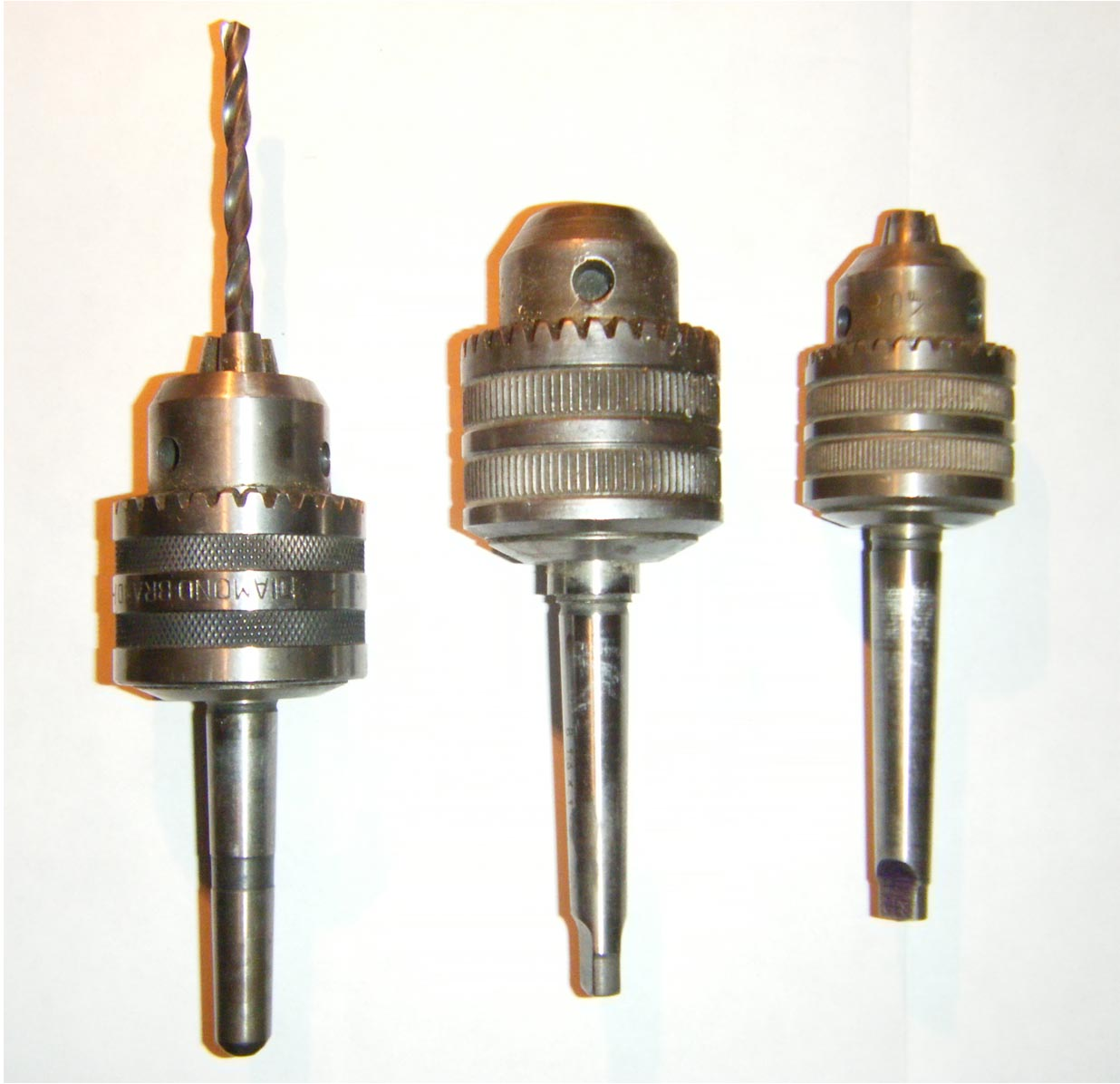
boorhouders met Morseconus

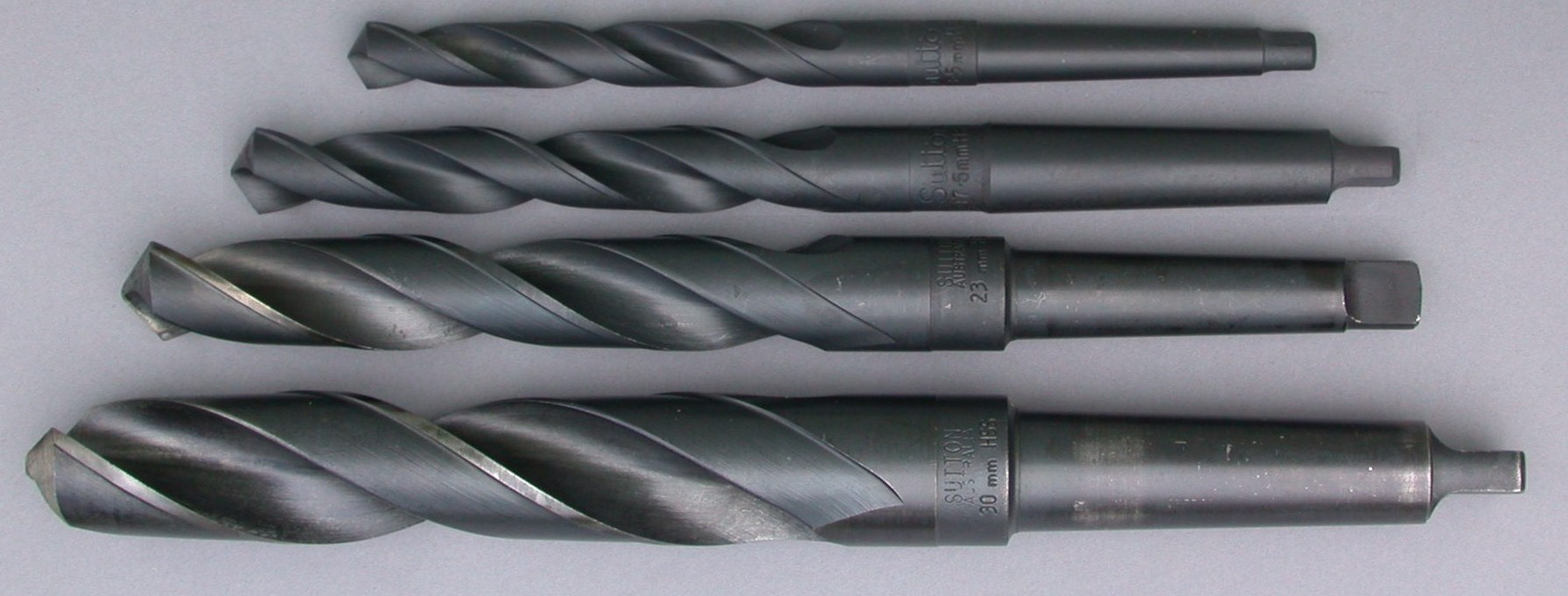
Boren met MK-opname

De Morseconus (MC; vaak ook afgekort als 'MK' van het Duitse Morsekonus of als 'MT' van het Engelse Morse Taper) is een nauwkeurig gestandaardiseerde vorm van een licht kegelvormige (conische) opname-as die gebruikt wordt bij het opspannen van werktuigen, zoals boorhouders, spantangen, ruimers enzovoorts, in een bijpassende gereedschaphouder. Dit type conus is uitgevonden door de Amerikaanse uitvinder Stephen A. Morse.
De kracht wordt vanaf de aandrijvende machine overgebracht op het werktuig door middel van statische wrijving tussen de opname-as en de gereedschaphouder. Bij toenemende axiale druk die tijdens het werken op de as wordt uitgeoefend, zorgt die ervoor dat de as met toenemende kracht in de houder wordt geklemd.
Aan het uiteinde van de opname-as kan zich optioneel een uitdrijflip bevinden waarin een schroefdraad zit waaraan de as in de gereedschapshouder kan worden getrokken en er ook weer uit gedraaid kan worden.
Er zijn zeven maten Morseconussen gedefinieerd volgens de DIN-norm 228, genummerd van 0 t/m 6. Daarbij is MK0 de kleinste en MK6 de grootste.
Naast deze reeks officiële MK-maten zijn er nog enkele maten gedefinieerd in de DIN 228. Daarnaast bestaan er ook nog Metrische conussen (ME) en nog diverse andere conussystemen.